# Me quedo sola (canción)
«Me quedo sola» es una canción escrita e interpretada por la cantante mexicana Paty Cantú, lanzada el 10 de agosto de 2009, como el tercer sencillo de su álbum de estudio debut, Me quedo sola (2009). Un video musical de la canción fue estrenado semanas después, para promocionar el sencillo visualmente. Durante su promoción en radio, la canción logró posicionarse en el número uno de los éxitos radiales en México.

## Composición
La canción fue compuesta totalmente por Cantú y la grabó en Italia, bajo la producción de Loris Ceroni y Luis Fernando Ochoa, quiénes trabajaron también en otras pistas del mismo álbum. Explicó ante una entrevista con el canal mexicano de música latina Ritmoson Latino (hoy RSM), que la lírica del tema está "basada en experiencia propia" diciendo también: "Es la canción que le da nombre al disco, es mi canción favorita y la estoy reviviendo, tiene influencias británicas". En la misma entrevista dijo estar trabajando también en la composición de una canción para el cantante Alejandro Fernández.

### Semanales
| País           | Lista                     | Mejor posición |
| -------------- | ------------------------- | -------------- |
| Estados Unidos | Billboard México Airplay  | #1             |
| Estados Unidos | Billboard Spanish Airplay | #2             |
| México         | AMPROFON - Top 100        | #1 (3 semanas) |
| México         | México - 40 principales   | #1             |
| México         | México - Radio 100        | #1             |
| México         | Telehit - Top Ten Chart   | #1             |